# Romée Leuchter
Romée Elke Henk Leuchter (geb. 12. Januar 2001 in Heerlen) ist eine niederländische Profifußballerin. Sie spielt seit 2024 bei Paris Saint-Germain.

## Vereinskarriere
Am 23. August 2019 spielte sie erstmals für PSV in der Eredivisie, als sie in der 61. Minute beim 4:1-Sieg gegen Heerenveen eingewechselt wurde. Es blieb ihr einziger Einsatz in der Saison. In der folgenden Saison kam sie auf 15 Einsätze, wobei sie neunmal aus- und viermal eingewechselt wurde. Dabei gelangen ihr vier Tore. Höhepunkt der Saison war der Gewinn des Pokalfinales, bei dem sie in der Startelf stand, aber in der Nachspielzeit ausgewechselt wurde.
Danach wechselte sie zum Ligakonkurrenten Ajax Amsterdam, für den sie in ihrer ersten Saison 25 Tore in 24 Spielen erzielte und damit zweitbeste Torschützin war. Zudem gelang ihr im Pokalfinale gegen ihren alten Verein der Siegtreffer zum 2:1. In der Qualifikation zur UEFA Women’s Champions League 2022/23 scheiterte sie mit Ajax in der letzten Runde am Arsenal Women FC. Nach einem 2:2 in London, bei dem sie das erste und letzte Tor erzielte, verloren sie das Rückspiel mit 0:1.

## Nationalmannschaft
Die Stürmerin spielte für den KNVB in verschiedenen Jugendmannschaften und ist seit Februar 2022 in der niederländischen Nationalmannschaft aktiv. Mit der „Elftal“ nahm sie an der Europameisterschaft 2022 teil. Im Gruppenspiel gegen die Schweiz wurde sie in der 74. Minute eingewechselt und erzielte in der 84. und 5. Minute der Nachspielzeit die Tore zum 2:1-Zwischenstand und 4:1-Endstand. Im Viertelfinale gegen Frankreich wurde sie für Kapitänin Sherida Spitse beim Stand von 0:1 zur zweiten Halbzeit der Verlängerung eingewechselt, konnte dem Spiel aber keine Wende mehr geben, so dass die Niederländerinnen ausschieden.
Sie wurde auch für die EM-Endrunde 2025 nominiert. Dort kam sie in den drei Gruppenspielen nicht zum Einsatz, nach denen die Niederländerinnen ausschieden.

## Erfolge
- Niederländische Pokalsiegerin 2020/2021 (mit PSV), 2021/2022 (mit Ajax, Siegtorschützin)